# Slaget om Tinian
Slaget om Tinian var ett slag i stillahavskriget under andra världskriget som utkämpades på ön Tinian, Marianerna mellan den 24 juli och 1 augusti 1944.

## Bakgrund
För att övervinna de enorma avstånden i Stilla havet och japansk ockupationsstrategi av öar som syftade till att hota USA att sluta fred, utarbetade den amerikanska flottan en strategi som kallas öluffning (leapfrogging). Strategin innebar att de väpnade styrkorna successivt tog öfästen närmare det japanska fastlandet medan några i stället lämnades för att svältas ut. Mellan den 27 maj och den 20 juni 1944 eliminerade den amerikanska armén och flottan beslutsamt den japanska armén och marinstyrkor rakt nordväst om Nya Guinea i slaget om Biak efter ett långt blodigt fälttåg. Japanerna upprätthöll ett flygfält där som skulle kunna förbättras av amerikanerna och som skulle kunna användas för ett luftkrig. Dessutom uppfattades den japanska närvaron där som ett potentiellt hot mot det australiska fastlandet. Den amerikanska segern i slaget om Saipan mellan den 15 juni och 9 juli 1944 gjorde Tinian, 5,6 kilometer söder om Saipan, till nästa logiska steg i slaget om Marianerna som skulle leda till återtagandet av Filippinerna och slutligen Japans nederlag. Japanerna som försvarade ön stod under överste Kiyochi Ogatas befäl. Viceamiral Kakaji Kakuta, befälhavare för första luftflottan, hade sitt högkvarter på Tinian.

## Slaget

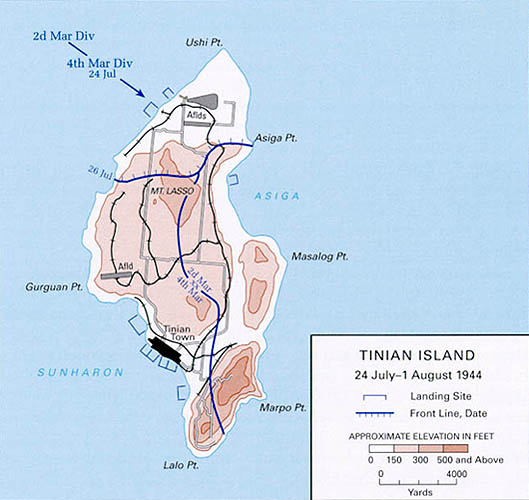
Karta över slaget.

Den 2:a och 4:e marindivisionen landsteg den 24 juli 1944 understödda av sjöbombardemang och artilleri som sköt över sundet från Saipan. En framgångsrik krigslist av den stora bosättningen på Tinian avledde försvarare från den faktiska landstigningsplatsen på norra delen av ön. Slagskeppet USS Colorado och jagaren USS Norman Scott träffades båda av japanska sex tums kustartilleribatterier. Colorado träffades 22 gånger och 44 människor dödades. Norman Scott träffades sex gånger och dödade kaptenen Seymore Owens och 22 av hans sjömän.
Japanerna gjorde samma envisa motstånd som på Saipan och drog sig tillbaka under dagen och attackerade på natten. Den jämnare terrängen på Tinian lät angriparna effektivare använda stridsvagnar och artilleri än i bergen på Saipan. Ön säkrades efter nio dagars strider. Den 31 juli startade de överlevande japanerna ett självmordsanfall.
I striden användes för första gången napalm i Stilla havet. Av de 120 tankar som släpptes under operationen innehöll 25 en napalmblandning och resten en olje-bensinblandning. Endast 14 var blindgångare och åtta av dessa sattes i brand senare av spärreld. "Brandbomerna", även kända som napalmbomber, bars av F4U Corsairs och brände bort bladverk som dolde fiendeinstallationer.

## Efterspel

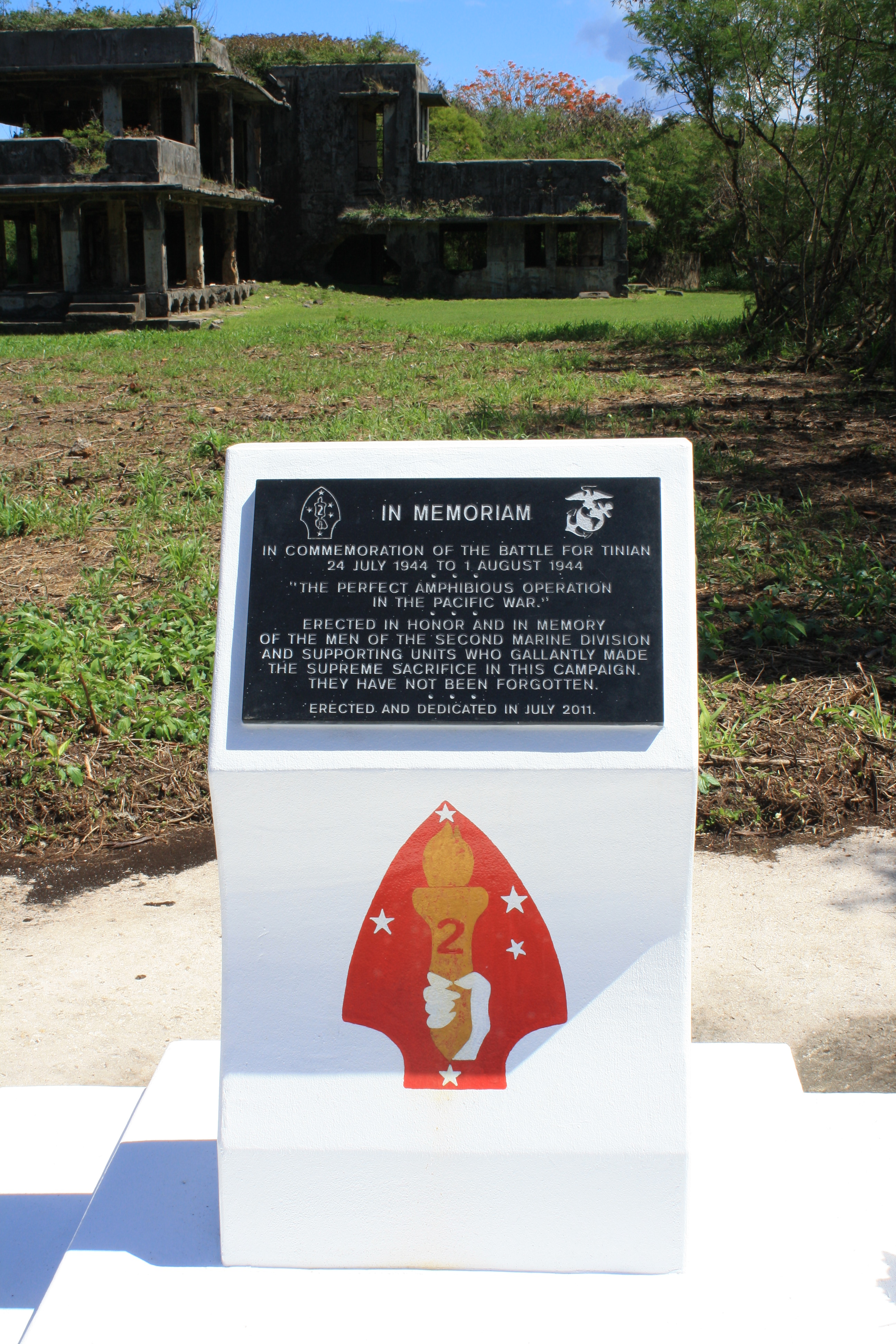
2:a marindivisionens minnesmärke på Tinian.

Japanska förluster var långt större än de amerikanska förlusterna. 8 010 japaner dödades. Endast 313 japaner togs tillfånga. Amerikanska förluster uppgick till 328 döda och 1 571 sårade. Flera hundra japanska soldater höll ut i djungeln i flera månader. Garnisonen på Aguijan utanför Tinians sydvästra udde, under befäl av löjtnant Kinichi Yamada, höll ut till slutet av kriget och kapitulerade den 4 september 1945. Den sista eftersläntraren på Tinian, Murata Susumu, tillfångatogs inte förrän 1953.
Efter slaget blev Tinian en viktig bas för vidare allierade operationer i Stilla havet. Läger byggdes för 50 000 soldater. 15 000 seabees förvandlade ön till det mest trafikerade flygfältet i kriget, med sex 2400 meter långa landningsbanor för attacker från bombplanet B-29 Superfortress mot mål i Filippinerna, Ryukyuöarna och Japans fastland, inklusive atombomberna över Hiroshima och Nagasaki.